# Frédéric Lauze
Frédéric Lauze (né le 5 août 1963 à Marseille) est le secrétaire général du Syndicat des commissaires de la Police nationale (SCPN), poste qu'il occupe depuis le 29 novembre 2023,,,.
Il est commissaire général de la police nationale. Il a occupé des emplois d’inspecteur général et contrôleur général des services acifs de la Police nationale. 

## Carrière
Frédéric Lauze commence comme apprenti dans l'industrie hôtelière à l'âge de 16 ans pour obtenir un certificat d'aptitude professionnelle en hôtellerie (CAP Serveur Hôtellerie, obtenu en 1980).
En 1982, il effectue son service militaire au sein du 1er régiment de chasseurs parachutistes dans une compagnie de combat. En 1982, il part au Liban en tant que membre de la Force intérimaire des Nations unies au Liban (FINUL).
Il reprend des études de droit par le biais de cours du soir, obtenant une capacité en droit, puis deux licences, un master et un diplôme d'études supérieures spécialisées (DESS), avant d'entrer à l'Institut d'études politiques d'Aix-en-Provence en 1986. Depuis 1996, il détient un doctorat en Science politique, le sujet de sa thèse porte sur les fondements de l'État d'Israël.
Il relate son expérience en tant que décrocheur scolaire dans son premier livre, intitulé Entre Deux Feux, publié en 2003.
En 1988, il intègre l'École nationale supérieure de la police à Saint-Cyr-au-Mont-d'Or, devenant commissaire de police.
Il exerce successivement les fonctions de chef de circonscription de sécurité publique de Coulommiers, de commissaire central adjoint de Melun, et de chef de la circonscription de sécurité publique de Fontenay-sous-Bois. En 1997, il rejoint la Direction centrale de la sécurité publique et devient chef des Groupes d'intervention de la police nationale (GIPN), désormais rattachés au RAID. Puis il a suivi la mise en œuvre et l’évaluation de la police de proximité.
En 2002, il devient chef de district et commissaire central de Nice, puis directeur régional des renseignements généraux pour les Antilles et la Guyane, et plus tard directeur départemental des renseignements généraux du Var.
En mai 2007, il devient conseiller technique sur les questions de sécurité et de renseignement au cabinet du Premier ministre François Fillon à Matignon.
En 2012, il est nommé préfigurateur de la fonction de médiateur interne de la police nationale, devenant finalement le premier médiateur interne de la police nationale, un poste qu'il occupe de 2013 à 2017. Il détient également un diplôme de médiateur délivré par la Chambre professionnelle de la médiation et de la négociation.
En 2017, il devient directeur départemental de la sécurité publique du Val-d'Oise, un poste qu'il occupe jusqu'en novembre 2021,. Comme directeur de la sécurité publique il met en place des dispositifs opérationnels innovants de lutte contre la délinquance et de pilotage des patrouilles de police en fonction des données spatio-temporelles de la délinquance.
De novembre 2021 à octobre 2023, il est conseiller ressources humaines et responsable du pôle social auprès du directeur général de la Police nationale,.
Suite au 41e congrès du Syndicat des commissaires de la police nationale, il est élu Secrétaire général du SCPN le 29 novembre 2023.
Frédéric Lauze est pionnier dans l'établissement du rôle de médiateur interne dans la police nationale. Il est également l'auteur du premier guide de l’exercice du commandement et du management dans la police nationale, guide qui est enseigné à l'École nationale supérieure de la police nationale dans la formation des commissaires et des officiers de la police nationale.

## Distinctions
- Chevalier de la Légion d'honneur
- Médaille d'honneur de la Police nationale - niveau or
- Croix du combattant
- Médaille de la paix des Nations unies
- Médaille d'outre-mer pour la campagne militaire au Liban
- Médaille militaire de la reconnaissance de la nation
- Médaille de la Défense nationale

## Publications
Il est l'auteur de plusieurs ouvrages :
- Guide des principes fondamentaux de l'exercice du commandement et du management dans la police nationale (2023)
- Le testament d'Alexandrie, roman publié aux Éditions Fauves en 2019
- Téchouva, roman publié en 2017 chez L'Harmattan
- Dépression légale, roman publié en 2004 aux éditions France Europe Édition Livre
- Entre deux feux, publié en 2003 aux éditions France Europe Édition Livre
- Les nouveaux visages de l'antisémitisme, publié en 2000, collection NM7

## Autres activités
Il est président de l'association Jeune et Engagé, spécialisée dans la prévention de la délinquance.
Il a également enseigné le droit administratif et la géopolitique, notamment à l'université Panthéon -Assas et de Paris XII, et il est expert à l'APM (Association pour le progrès et le management des entreprises), où il apporte son expertise sur la géopolitique du monde arabo-musulman, l'islam et la République, ainsi que sur le conflit israélo-arabe.